# Kazjaryna Schywajewa
Kazjaryna Schywajewa (belarussisch Кацярына Жываева; * 12. Februar 2000) ist eine belarussische Leichtathletin, die sich auf den Sprint spezialisiert hat.

## Sportliche Laufbahn
Ihren ersten bedeutenden Erfolg verzeichnete Schywajewa 2019 bei den U20-Europameisterschaften im schwedischen Borås, wo sie im 4-mal-400-Meter-Staffellauf zusammen mit Asteryja Limaj, Alina Lutschschawa und Waljanzina Tschymbar in 3:37,06 min die Silbermedaille errang. 2021 schied sie bei den U23-Europameisterschaften in Tallinn mit 11,89 s in der ersten Runde im 100-Meter-Lauf aus und erreichte über 200 Meter das Halbfinale, in dem sie mit 23,66 s ausschied. Zudem verpasste sie mit der 4-mal-400-Meter-Staffel mit 3:37,65 min den Finaleinzug.
Auf nationaler Ebene siegte Schywajewa bisher zweimal als Teil der 4-mal-400-Meter-Staffel bei Belarussischen Meisterschaften: 2019 mit 3:42,21 min in Minsk (Freiluft), 2020 mit 3:44,55 min in Mahiljou (Halle).

## Persönliche Bestleistungen
- 100 Meter: 11,51 s (+1,3 m/s), 20. Mai 2021 in Brest
  - 60 Meter (Halle): 7,50 s, 25. Februar 2022 in Mahiljou
- 200 Meter: 23,66 s (−1,3 m/s), 10. Juli 2021 in Tallinn
  - 200 Meter (Halle): 24,64 s, 22. Februar 2020 in Mahiljou